# Payena obscura
Payena obscura är en tvåhjärtbladig växtart som beskrevs av William Burck. Payena obscura ingår i släktet Payena och familjen Sapotaceae.

## Underarter
Arten delas in i följande underarter:
- P. o. havilandii
- P. o. obscura